# Rojo (film)
Rojo è un film del 2018 diretto da Benjamín Naishtat.